# President de Síria

Escut de Síria.

Aquesta és una llista dels presidents i caps d'estat de Síria des del 1918.

## Regne de Síria (1918-1920)

### Caps de govern
- 'Ali Rida Basha al-Rikabi: 30 de setembre - 5 d'octubre de 1918
- Emir Faisal: 5 d'octubre de 1918 - 8 de març de 1920

### Rei
- Faisal I: 8 de març - 28 de juliol de 1920

## Caps d'estat sota el domini francès (1922-1936)
- Subhi Bay Barakat al-Khalidi: 28 de juny de 1922 - 21 de desembre de 1925
- François Pierre-Alype (interin): 9 de febrer - 28 d'abril de 1926
- Damad-i Shariyari Ahmad Nami Bay: 28 d'abril de 1926 - 15 de febrer de 1928
- Taj al-Din al-Hasani: 15 de febrer de 1928 - 19 de novembre de 1931
- Muhammad 'Ali Bay al-'Abid: 11 de juny 1932 - 21 de desembre de 1936

## Primièr president elegit de Síria (1936-1939)
El 22 de març de 1936 Hashim al-Atassi va liderar una delegació siria a París que va negociar durant 6 mesos un tractat que finalment va preveure la independència del país. Al retornar a Síria el 27 de setembre de 1936, Atassi va ser aclamat com heroi, i va ser triat el novembre del mateix any com el primer president de la república del país.
No obstant això, a la fi del 1938 ja estava clar que França no tenia la intenció de ratificar el tractat. Atassi va presentar la seva renúncia el 7 de juliol de l'any seguinte.
| Nom              | Imatge           | Inici del govern       | Fi del govern       |
| ---------------- | ---------------- | ---------------------- | ------------------- |
| Hashim al-Atassi | Hashim Al Atassi | 21 de desembre de 1936 | 7 de juliol de 1939 |

## República Síria (1939-1958)
| Nom                     | Imatge           | Inici del govern       | Fi del govern          |
| ----------------------- | ---------------- | ---------------------- | ---------------------- |
| Bahij al-Khatib         |                  | 10 de juliol de 1939   | 16 de setembre de 1941 |
| Khalid al-Azm (interí)  |                  | 4 d'abril de 1941      | 16 de setembre de 1941 |
| Taj al-Din al-Hasani    |                  | 16 de setembre de 1941 | 17 de gener de 1943    |
| Jamil al-Ulshi (interí) |                  | 17 de gener de 1943    | 25 de març de 1943     |
| Ata al-Ayyubi           | Sense imatge     | 25 de març de 1943     | 17 d'agost de 1943     |
| Shukri al-Quwatli       |                  | 17 d'agost de 1943     | 30 de març de 1949     |
| Husni al-Za'im          | Husni al-Za'im   | 30 de març de 1949     | 14 d'agost de 1949     |
| Hashim al-Atassi        | Hashim Al Atassi | 15 d'agost de 1949     | 2 de desembre de 1951  |
| Fawzi Selu              |                  | 3 de desembre de 1951  | 11 de juliol de 1953   |
| Adib Shishakli          | Adib Shishakli   | 11 de juliol de 1953   | 25 de febrer de 1954   |
| Hashim al-Atassi        | Hashim Al Atassi | 28 de febrer de 1954   | 6 de setembre de 1955  |
| Shukri al-Quwatli       |                  | 6 de setembre de 1955  | 22 de febrer de 1958   |

## República Àrab Unida (1958-1961)
Entre el 22 de febrer de 1958 i el 29 de setembre de 1961, Síria va fer part amb Egipte, de la República Àrab Unida, el president de la qual va ser Gamal Abdel Nasser.

## República Àrab Siriana (1961-2024)
| Nom                 | Imatge          | Inici del govern       | Fi del govern          |
| ------------------- | --------------- | ---------------------- | ---------------------- |
| Maamun al-Kuzbari   | Sense imatge    | 29 de setembre de 1961 | 20 de novembre de 1961 |
| Izzat an-Nuss       |                 | 20 de novembre de 1961 | 14 de desembre de 1961 |
| Nazim al-Kudsi      |                 | 14 de desembre de 1961 | 8 de març de 1963      |
| Luai al-Atassi      |                 | 9 de març de 1963      | 27 de juliol de 1963   |
| Amin al-Hafiz       |                 | 27 de juliol de 1963   | 23 de febrer de 1966   |
| Nureddin al-Atassi  |                 | 25 de febrer de 1966   | 18 de novembre de 1970 |
| Ahmad al-Khatib     | Ahmad al-Khatib | 18 de novembre de 1970 | 22 de febrer de 1971   |
| Hafez al-Assad      | Hafez al Assad  | 22 de febrer de 1971   | 10 de juny de 2000     |
| Abdul Halim Khaddam |                 | 10 de juny de 2000     | 17 de juliol de 2000   |
| Baixar al-Àssad     | Bashar al-Assad | 17 de juliol de 2000   | 8 de desembre de 2024  |